# سازمان ترابری جنوب شرقی پنسیلوانیا
سازمان ترابری جنوب شرقی پنسیلوانیا (انگلیسی: Southeastern Pennsylvania Transportation Authority) یا به صورت مخفف (انگلیسی: SEPTA) سازمان ترابری عمومی در فیلادلفیا، پنسیلوانیا است.
این سازمان که در سال ۱۹۶۵ تأسیس شده خدمات ترابری در فیلادلفیا و اطراف شهرستان‌های دلاویر، مونتگومری، باکس و چستر همچون سرویس‌های قطارشهری، تراموا، اتوبوس شهری و برقی فعالیت می‌کند. 
سازمان SEPTA دارای ۱۹۶ خط، ۲۹۰ ایستگاه و ۷۲۰ کیلومتر طول خط راه‌آهن می‌باشد.

## نقشه

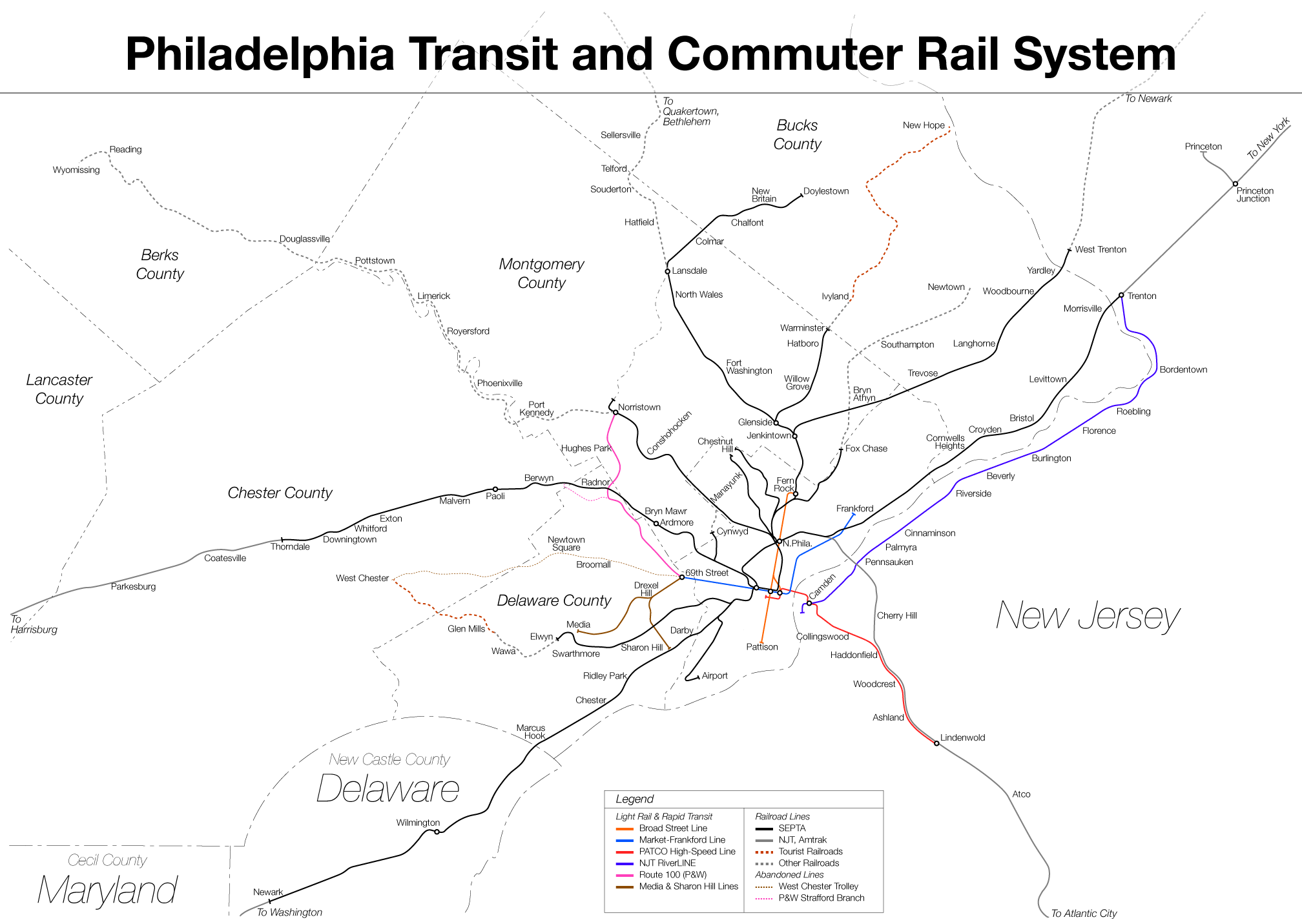
نقشه خطوط ریلی در فیلادلفیا

## نگارخانه

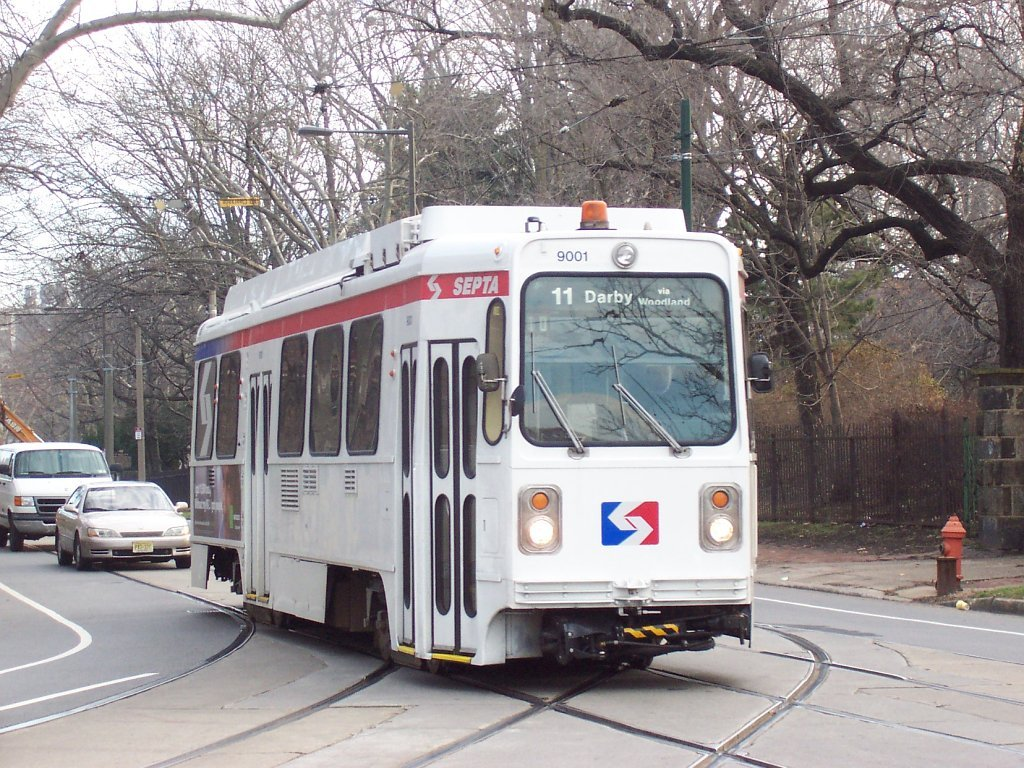
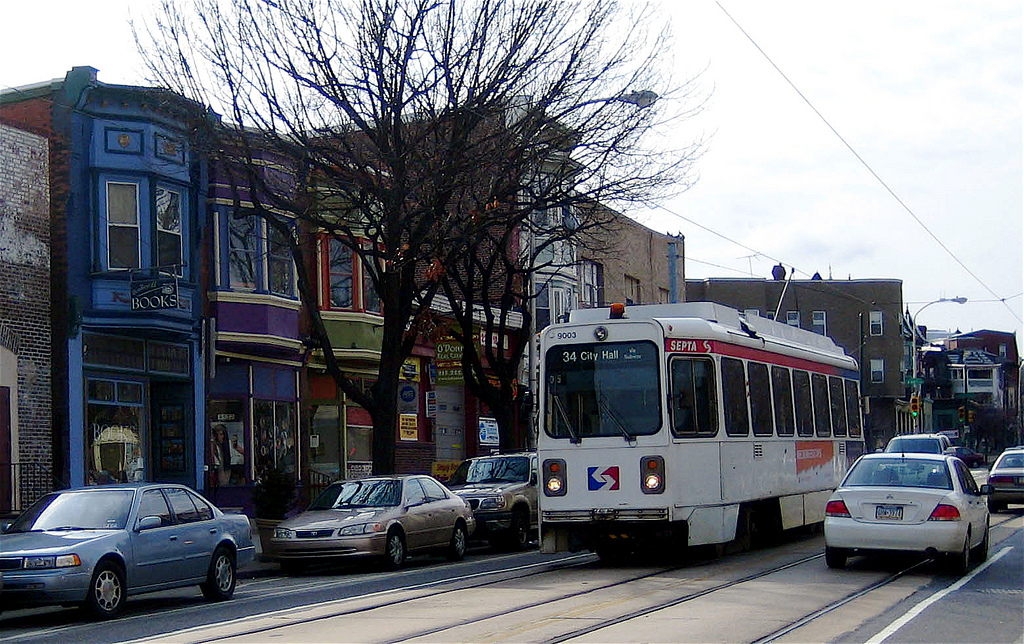
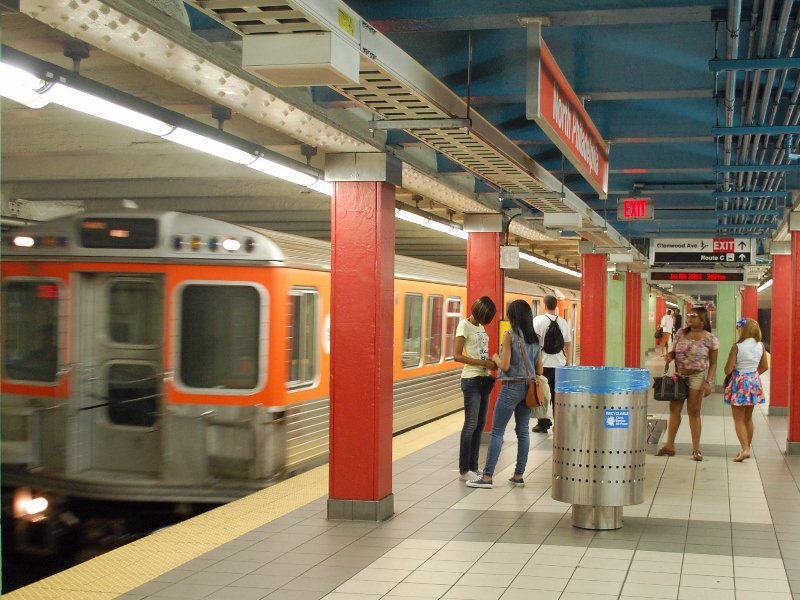
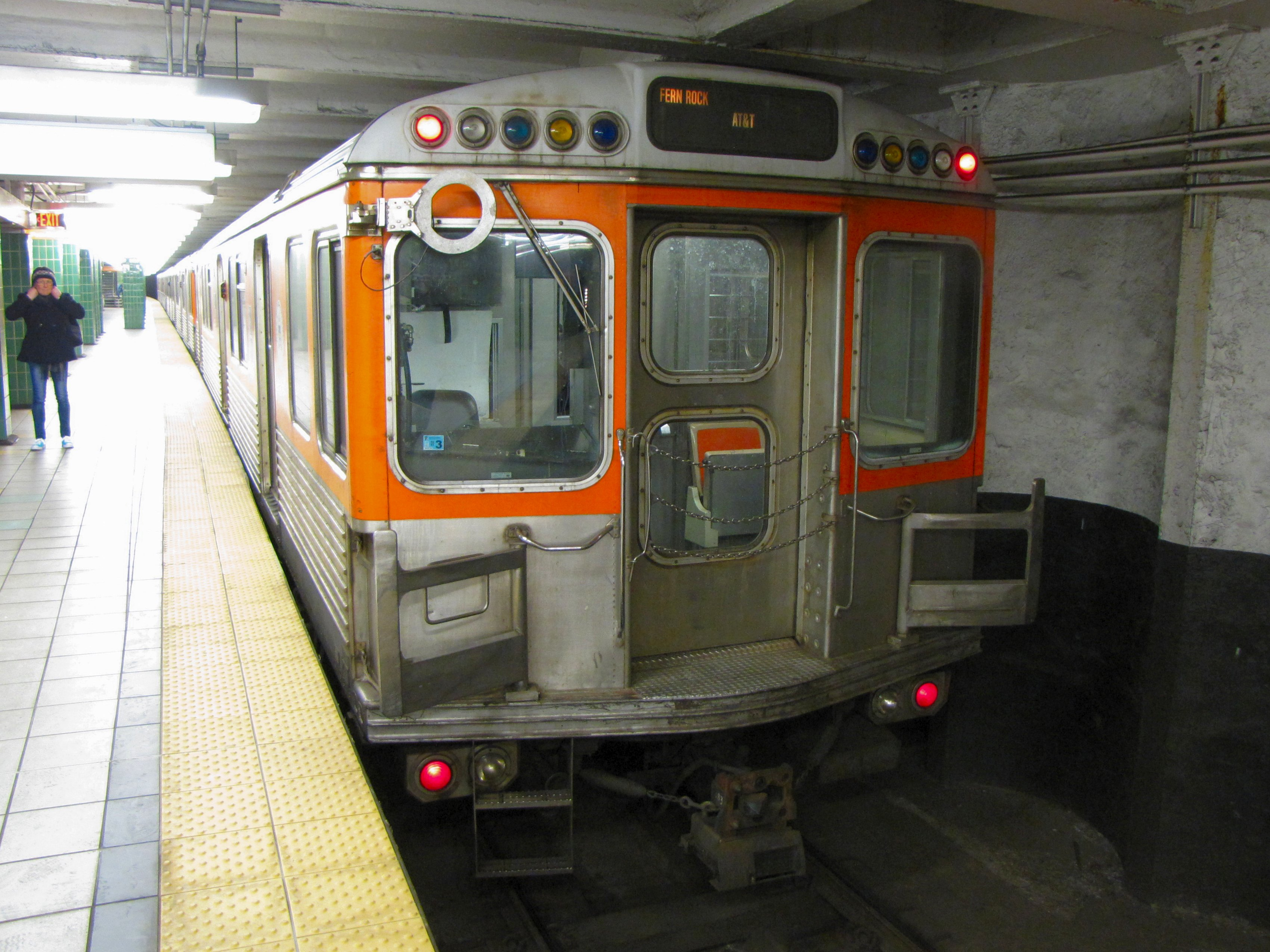
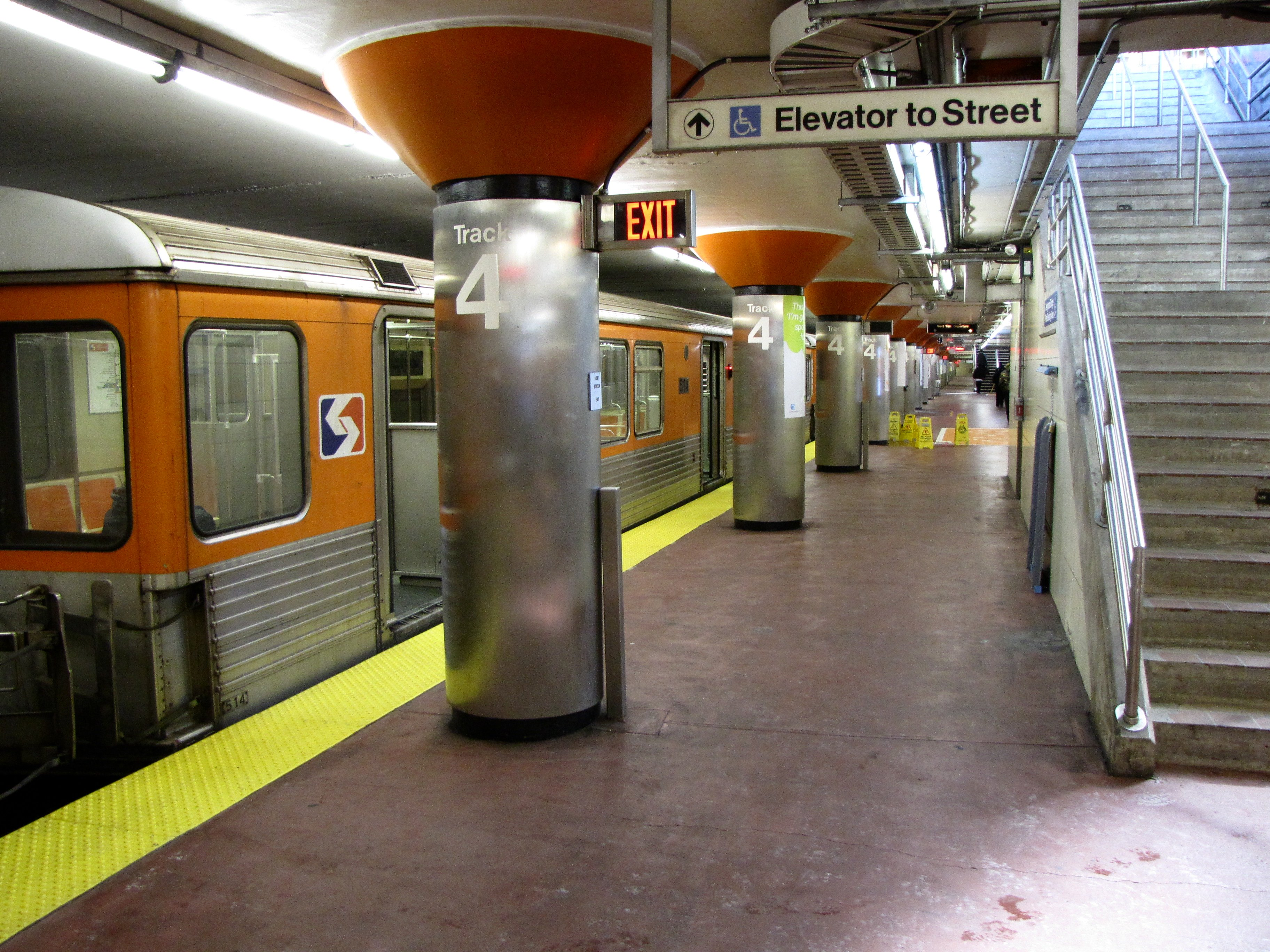
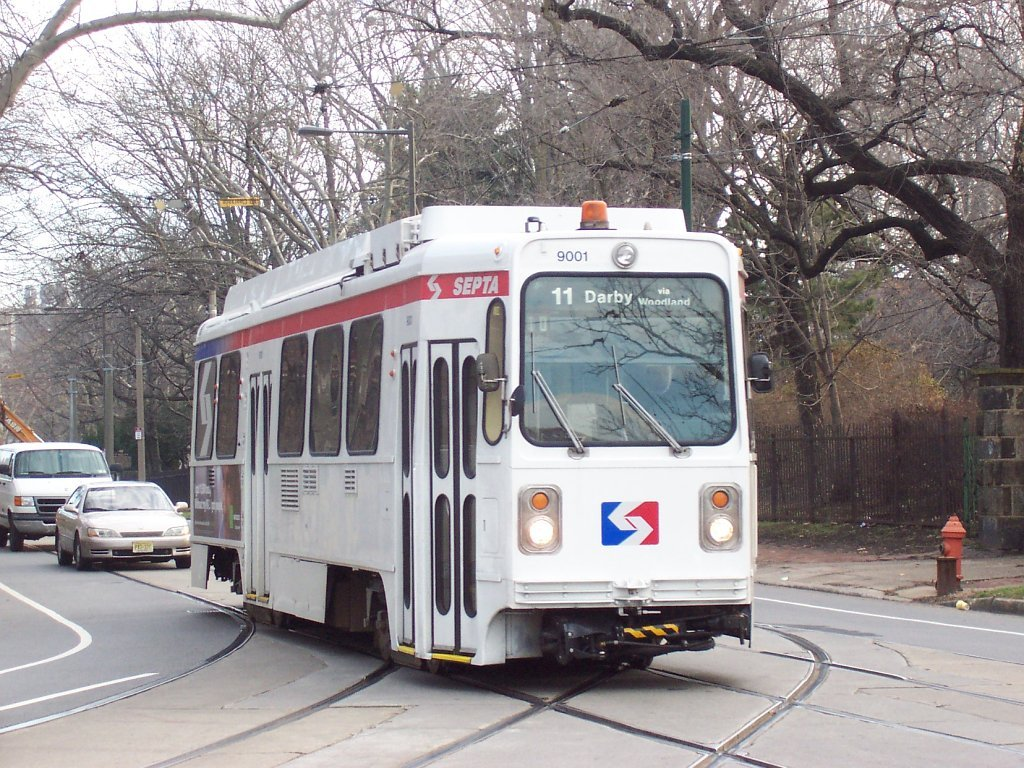
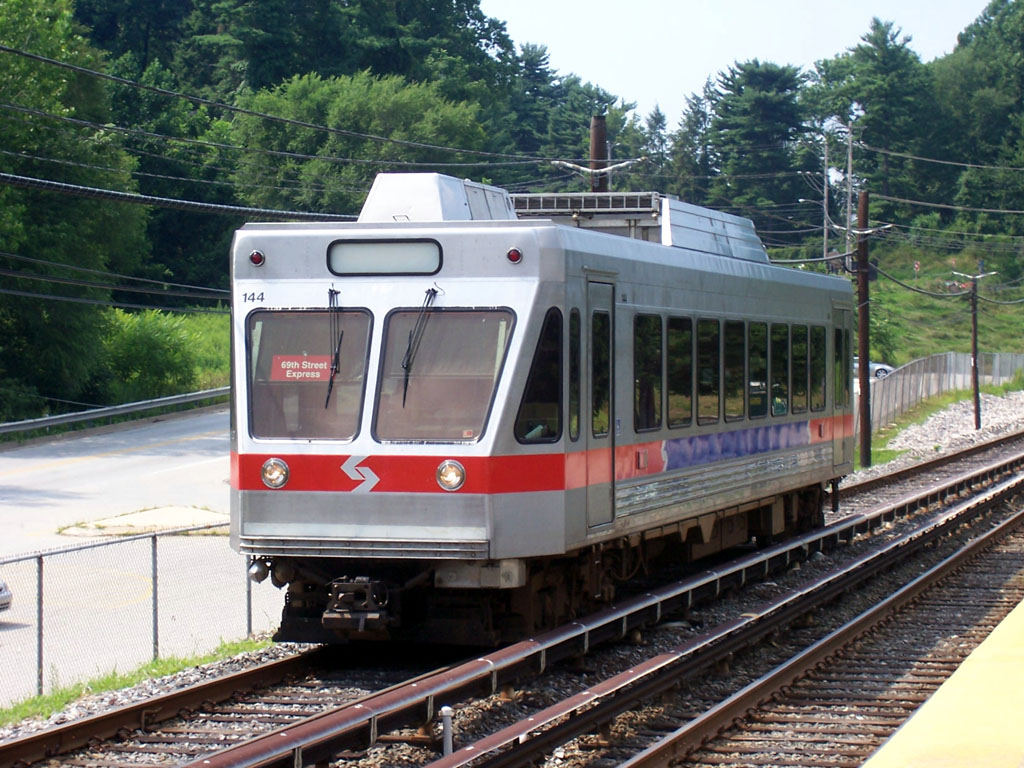
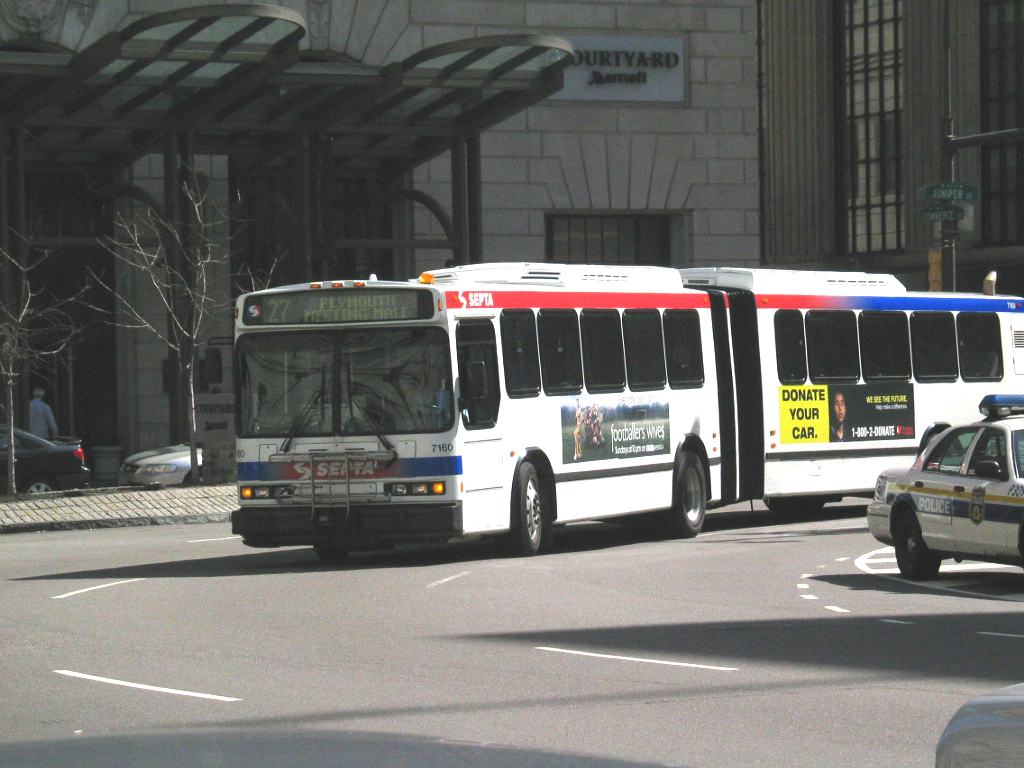
Retired Neoplan AN-460
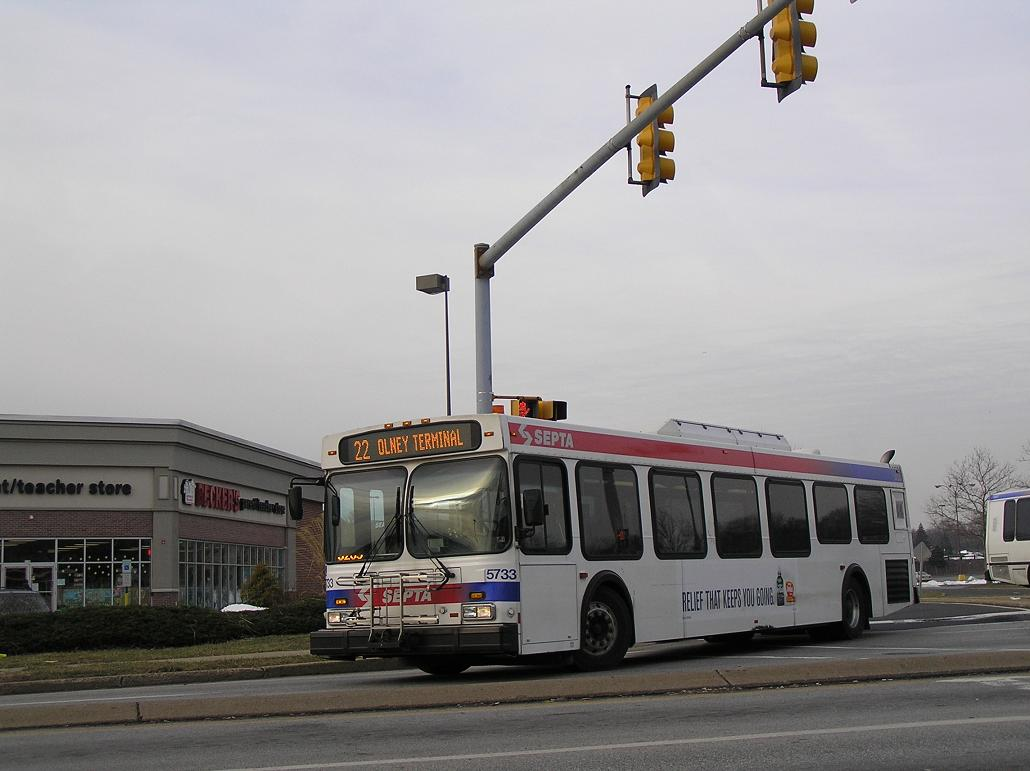
New Flyer D40LF
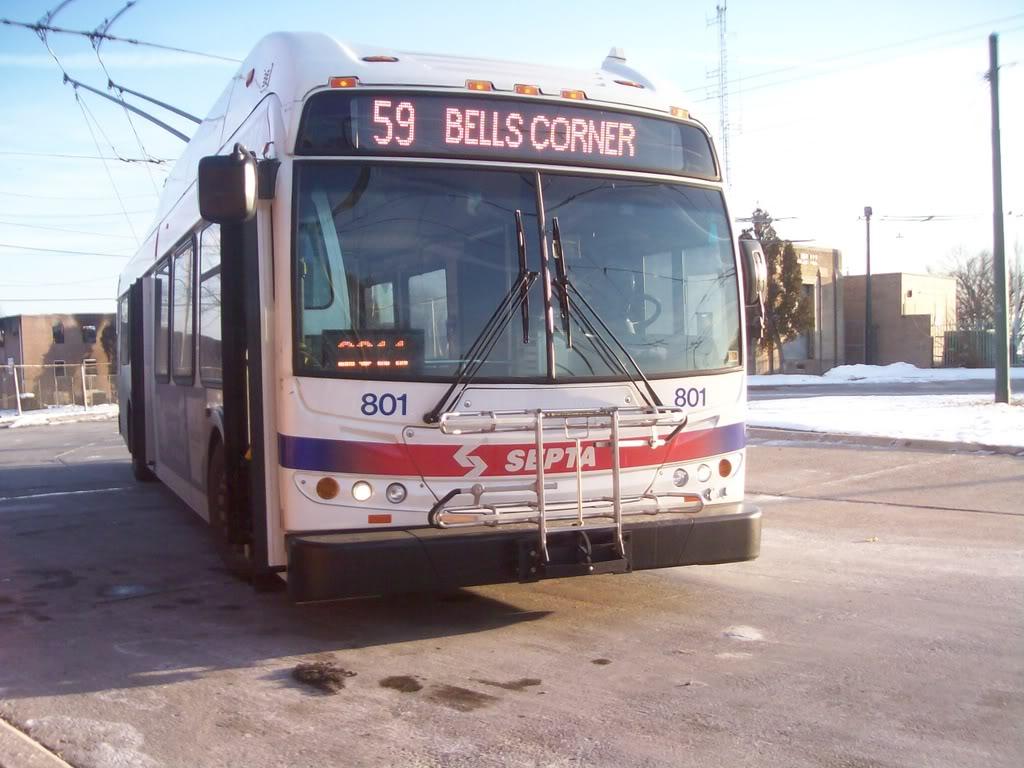
New Flyer E40LFR
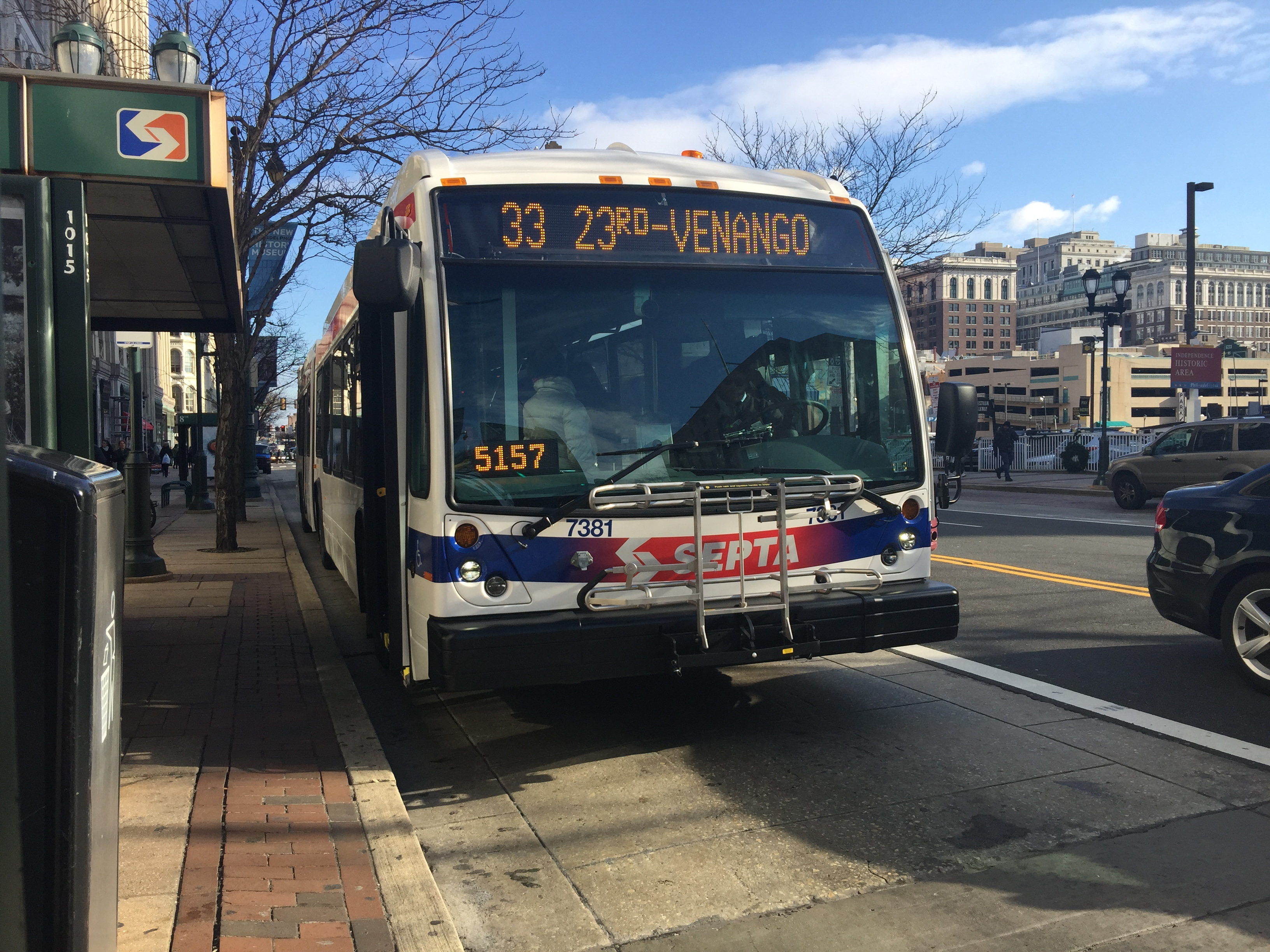
NovaBus LFSA